# Ричард Уидмарк
Ричард Уидмарк (на английски: Richard Widmark) е американски актьор. 

## Биография
Бащата на бъдещия актьор е пътуващия търговец Карл Х. Уидмарк швед; предците на майка му Етел Мей (родена Бар) са англичани и шотландци. Детството на Уидмарк преминава в Илинойс в градовете Принстън и Хенри. Учи в „Lake Forest College“, където впоследствие преподава актьорско майсторство. От 1938 г. (с прекъсвания) работи активно за радиото. През 1943 г. дебютира на Бродуей, а през 1954 г. в телевизията.
Първата филмова роля е бандитът Томи Удо във филма ноар „Целувката на смъртта“ (The Kiss of Death 1947). Режисьорът Хенри Хатауей не иска Уидмарк за ролята, но продуцентът Дарил Ф. Занук настоява за неговата кандидатура. Филмът постига успех и сред зрителите и сред критиците. Уидмарк печели Златен глобус за най-добър актьорски дебют и номинация за Оскар за най-добър актьор.
Уидмарк работи до 1991 г., като участва в повече от 60 филма предимно в жанра на уестърна. Играе и главната роля в класическия филми „Нощ и град“ (1950) на Жул Дасен.

## Избрана филмография
| Година | Филм                      | Оригинално заглавие          | Роля                           | Режисьор              |
| ------ | ------------------------- | ---------------------------- | ------------------------------ | --------------------- |
| 1948   | Жълто небе                | Yellow Sky                   | Пича                           | Уилям Уелман          |
| 1954   | Счупено копие             | Broken Lance                 | Бен Девъроу                    | Едуард Дмитрик        |
| 1954   | Градината на злото        | Garden of Evil               | Фиск                           | Хенри Хатауей         |
| 1956   | Последната каруца         | The Last Wagon               | Команчи Тод                    | Делмар Дейвс          |
| 1959   | Уарлок                    | Warlock                      | Джони Ганън                    | Едуард Дмитрик        |
| 1960   | Аламо                     | The Alamo                    | Полковник Джим Бауи            | Джон Уейн             |
| 1961   | Двамата яздиха заедно     | Two Rode Together            | Първи лейтенант Джим Гари      | Джон Форд             |
| 1961   | Нюрнбергският процес      | Judgment at Nuremberg        | обвинител полковник Тед Лоусън | Стенли Крамър         |
| 1962   | Как беше завладян Запада  | How the West Was Won         | Майк Кинг                      | Хатауей, Форд, Маршал |
| 1964   | Есента на шайените        | Cheyenne Autumn              | Капитан Томас Арчър            | Джон Форд             |
| 1966   | Алварез Кели              | Alvarez Kelly                | Полковник Том Роситър          | Едуард Дмитрик        |
| 1967   | Пътят на запад            | The Way West                 | Лейдж Еванс                    | Андрю Маклаглън       |
| 1974   | Убийство в Ориент Експрес | Murder on the Orient Express | Мистър Рътчет                  | Сидни Лумет           |